# Droits LGBT en Syrie
Pour un article plus général, voir LGBT au Moyen-Orient et en Afrique du Nord.
Les personnes lesbiennes, gays, bisexuelles et transgenres (LGBT) en République arabe syrienne sont confrontées à des défis juridiques que ne connaissent pas les résidents non-LGBT. L'article 520 du code pénal de 1949 interdit « les relations charnelles contre l'ordre de la nature » et prévoit jusqu'à trois ans d'emprisonnement,.

## Histoire

### 2004: Législation donnant plus de droits aux personnes trans
La chirurgie de changement de sexe est légale en Syrie. En 2004, une femme syrienne nommée Hiba se présente comme une femme transgenre qui a reçu l'autorisation de faire une opération de changement de sexe.

### 2010: Répression politique
En 2010, la police syrienne lance une opération de répression qui a conduit à l'arrestation de plus de 25 hommes. Ces derniers sont accusés de divers crimes allant d'actes homosexuels et de consommation de drogues illégales à l'incitation à un comportement homosexuel et à l'organisation de fêtes dites obscènes.

### 2011: Mouvements sociaux et organisation virtuelle
Après 2011, la communauté LGBT en Syrie commence à exiger des droits plus ouvertement, et des campagnes en dehors de la Syrie démarrent pour sensibiliser aux droits des LGBT.
Le nombre croissant d'immigrants et de réfugiés syriens contribue à ce changement. En effet ils sont nombreux à avoir trouvé plus d'occasions de s'exprimer. Beaucoup de réfugiés syriens LGBT ont notamment participé à des défilés de la Gay Pride à travers le monde,.

### 2015: Préoccupations internationales
En août 2015, le Conseil de sécurité des Nations unies se réunit lors d'une session sur les droits des LGBT coparrainée par les États-Unis et le Chili. Le conseil entend des témoignages de réfugiés fuyant la Syrie et l'Irak. Dans les zones contrôlées par l'État islamique, les réfugiés signalent une augmentation de la violence contre les femmes et les membres de la communauté LGBT. Ils rapportent que l'État islamique a affirmé avoir exécuté au moins 30 personnes pour « sodomie ». C'est la première fois en 70 ans d'histoire que le Conseil de sécurité de l'ONU discute des préoccupations des LGBT.

### 2020: Mouvement «One of you»
« One of you », ou en arabe : واحد منكن (wahed menkon), est un mouvement social numérique qui commence d'abord sur Facebook en 2020, puis se déplace vers la plateforme Twitter. 
Il commence vers le mois de mars en Syrie, lorsque des étudiants universitaires peignent les couleurs du drapeau LGBT sur leurs doigts, avec le hashtag « #oneofyou » sur leur main, prenant une photo avec un bâtiment de la faculté tout en levant la main et la postant à partir de divers comptes. La plupart des personnes ayant lancé la tendance ne postent pas à partir de leurs comptes personnels par peur d'être reconnues ; ils envoient la photo sur diverses pages à partir de faux comptes pour être publiés anonymement.
Les réactions extrêmes ont été variées, mais aucun incident n'est signalé, malgré des échanges vifs sur les réseaux sociaux. Le mouvement est progressivement suivi par toute la communauté arabe. Il continue pendant plus d'un mois, mais en raison des événements liés à la pandémie de Covid-19, la tendance s'éteint.

### Situation dans les territoires non-contrôlés par le régime Assad jusqu'en 2024
Avant l'offensive de novembre 2024 qui aboutit à la chute du régime Assad, dans les territoires contrôlés par l'organisation armée rebelle Hayat Tahrir al-Cham, qui régit alors environ 7 % de la Syrie, les Syriens LGBT sont arrêtés, battus et exécutés,.
Mahmoud Hassino, un militant gay de l'opposition syrienne et journaliste, lance le magazine en ligne Mawaleh. Il note qu'indépendamment de l'issue de la guerre civile, un travail doit être fait dans le domaine des droits civils au nom de tous les Syriens, et pas seulement de la communauté LGBT. Miral Bioredda, dirigeante laïque des Comités locaux de coordination de Syrie, déclare : « Personnellement, je considère l'homosexualité comme une affaire privée. Mais la société syrienne dirait « pas question » si les homosexuels se levaient pour revendiquer leurs droits. Développer une société civile prendra du temps ». 
Nasradeen Ahme, membre de l'Armée syrienne libre qui s'emploie à renverser le gouvernement de Bachar al-Assad, déclare : « Si j'étais aux commandes, j'appliquerais des lois plus strictes contre les homosexuels. Si quelqu'un disait que les homosexuels devraient être lapidés à mort comme en Iran et en Arabie saoudite, je ne m'y opposerais pas ».

## Vie

### Culture
En 1971, le poète syrien Nizar Kabbani écrit The Evil Poem, dans lequel il décrit une relation sexuelle entre deux femmes.
Avant 2011, une tournée gay est organisée par Bertho. C'est la première et la seule tournée gay au Moyen-Orient, choisissant Damas et Alep comme leurs principales destinations au Moyen-Orient. « Et c'était la meilleure destination de tous les temps », dit-il. « On faisait des visites des hammams à Alep, et à Damas c'était le paradis des gays. Nous n'avons jamais eu de problèmes, jamais jamais ». Leur tournée passe par le Liban, la Syrie et la Jordanie. Depuis le début de la guerre civile, la tournée a cessé ses activités en Syrie en raison de l'augmentation du terrorisme islamiste.
De plus, les zones de Damas qui étaient auparavant des centres souterrains où les LGBT se rencontraient et étaient pratiquement les seuls endroits en Syrie où une scène LGBT souterraine pouvait exister, sont détruites durant la guerre civile et la plupart des activités culturelles s'arrêtent.
Films et séries LGBT
Le 19 octobre 2017 sort M. Gay Syria, un film écrit et réalisé par Ayse Toprak, qui suit deux réfugiés syriens homosexuels qui tentent de reconstruire leur vie.
A Lesbian Tale, un court métrage, a été tourné en Syrie et publié par Maxim Diab le 16 janvier 2014.

### Problèmes liés au VIH/SIDA
Les premiers cas signalés d'infection par le VIH remontent à 1987.
En 2005, le sous-ministre des Dotations religieuses déclare publiquement que le VIH / SIDA est une punition divine pour les personnes qui se livrent à la fornication et à l'homosexualité. Cette même année, le ministère de la Santé affirme que seules 369 personnes en Syrie sont infectées par le VIH et que le gouvernement offre à ces personnes « des médicaments à jour pour lutter librement contre cette maladie ». Les organisations non gouvernementales estiment qu'il y en a en réalité au moins cinq fois plus, et les Nations unies dénoncent les méthodes de prévention inefficaces mises en place par le gouvernement,.
En plus de tolérer le travail de certaines ONG, le gouvernement met en place des cliniques bénévoles qui testent le VIH/SIDA et distribuent des brochures éducatives. Cependant, il n'y a pas d'éducation publique complète, en particulier pour les personnes LGBT. Au lieu de cela, le gouvernement lance un programme éducatif limité sur le VIH/SIDA pour les jeunes du secondaire.

### Soutien politique
Dans le cadre du programme des droits en exil, l'International Refugee Rights Initiative compile une page de ressources pour les citoyens LGBT de la République arabe syrienne.

### Histoire d'Abdulrahman Akkad
En juillet 2017, un jeune Syrien résidant en Allemagne, nommé Abdulrahman Akkad, publie une vidéo en direct sur Facebook, dans laquelle il annonce son orientation sexuelle et le fait que sa famille fait pression sur lui pour qu'il se marie contre son gré,. En juillet 2020, il publie une photo de lui se réunissant avec sa famille et annonce officiellement qu'ils acceptent son orientation sexuelle et que sa famille l'aime inconditionnellement. La famille d'Akkad serait la première famille syrienne à accepter ouvertement leur fils gay. 
Son histoire est couverte par de nombreux médias arabes et allemands et l'histoire d'Akkad est mentionnée lors de la session sur les droits de l'homme au Parlement allemand en 2020 par le philosophe allemand David Berger,.